# Moffett (Oklahoma)
Moffett – miejscowość w Stanach Zjednoczonych, w stanie Oklahoma, w hrabstwie Seminole.